# 安唐·贡萨尔维斯
安唐·贡萨尔维斯（Antão Gonçalves）是15世纪葡萄牙探险家和奴隶商人。他是第一个从非洲奴隶商贩那里购买黑奴的欧洲人。

## 在西非的探险和奴隶贸易
安唐·贡萨尔维斯曾担任葡萄牙航海先驱恩里克王子的书记官，1454年时曾作为王子的代表和威尼斯商人接洽，使阿尔维塞·卡达莫斯托加入了恩里克王子麾下。1441年，贡萨尔维斯受王子之命，参加了一支由努诺·特里斯唐指挥的非洲西岸考察船队。由于比特里斯唐要年轻许多，因此他参加此次航行的职责仅是考察和捕猎栖息于非洲西岸的地中海僧海豹。他将自己的小船装满了僧海豹皮之后，私自决定再购买一些非洲人带回葡萄牙。于是他和他的9名船员一起，从一个柏柏尔人奴隶商人那里购买了一名柏柏尔人和一名黑人部落男子当作奴隶。同时，特里斯唐的旗舰也抵达此地，有两名船员在了解到奴隶贸易的有关事情后，也加入了贡萨尔维斯及其船员购买奴隶的队伍，他们再次购买了10名奴隶，其中一人还是一位柏柏尔部落酋长。接着，特里斯唐继续沿非洲西岸南下进行探险考察，贡萨尔维斯则带着奴隶们返回葡萄牙。
1442年，他着手进行了另一次非洲西岸的探险考察。他决定带着他先前购买的那名柏柏尔人酋长回到非洲，利用其高贵的身份，以交换的方式向柏柏尔人换取一定数量的普通黑奴。最后他交换到了10名奴隶、一些金粉和大量令他感到十分好奇的鸵鸟蛋。不过，此次航行他未能取得任何探险成果，也没有越过里奥德奥罗河河口。
他后来被葡萄牙王室授予自己家族的纹章。他常常与另一名安唐·贡萨尔维斯混淆，后者是一名在16世纪初期登陆马达加斯加岛的探险家。